# Харківський Палац дитячої та юнацької творчості

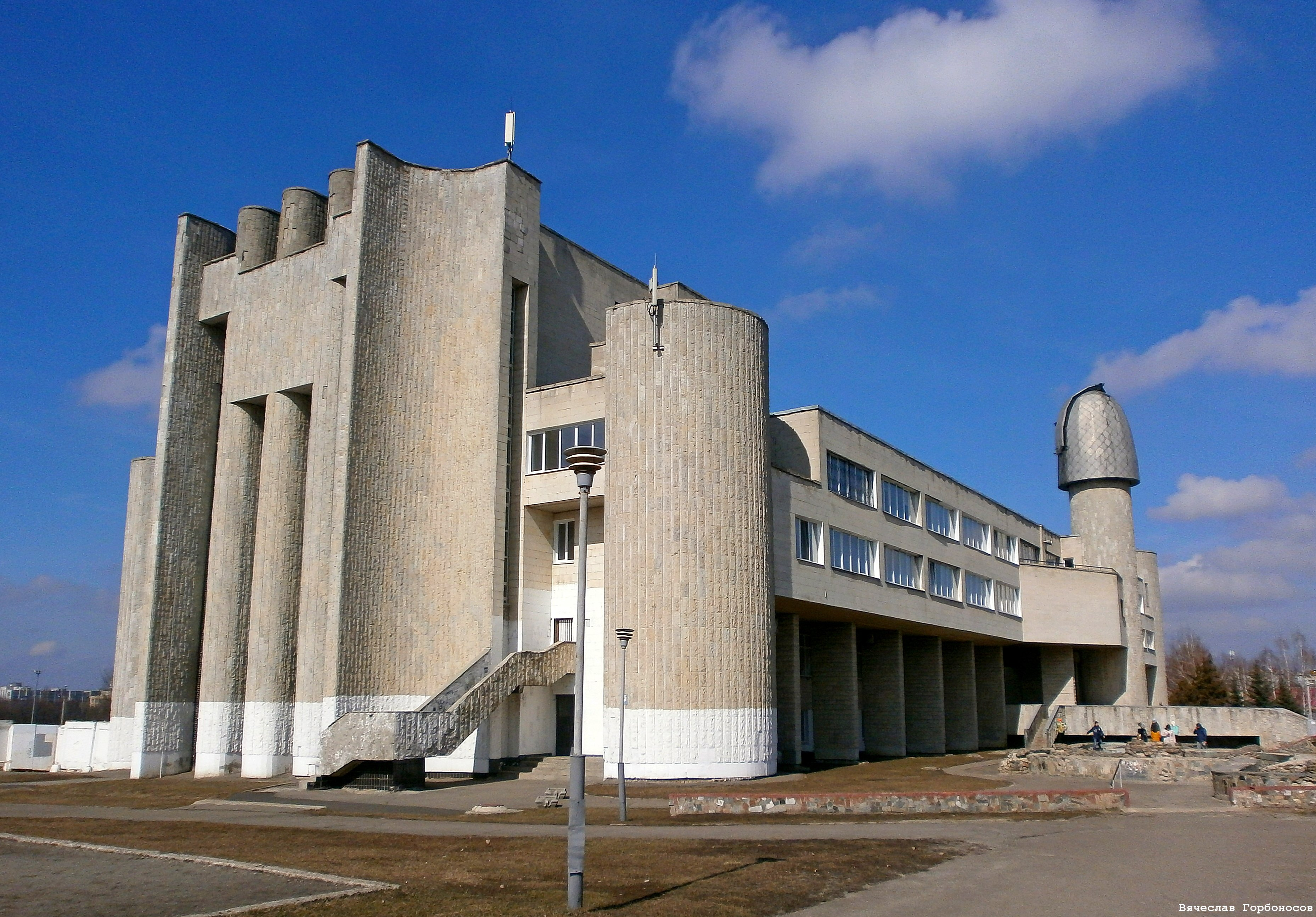

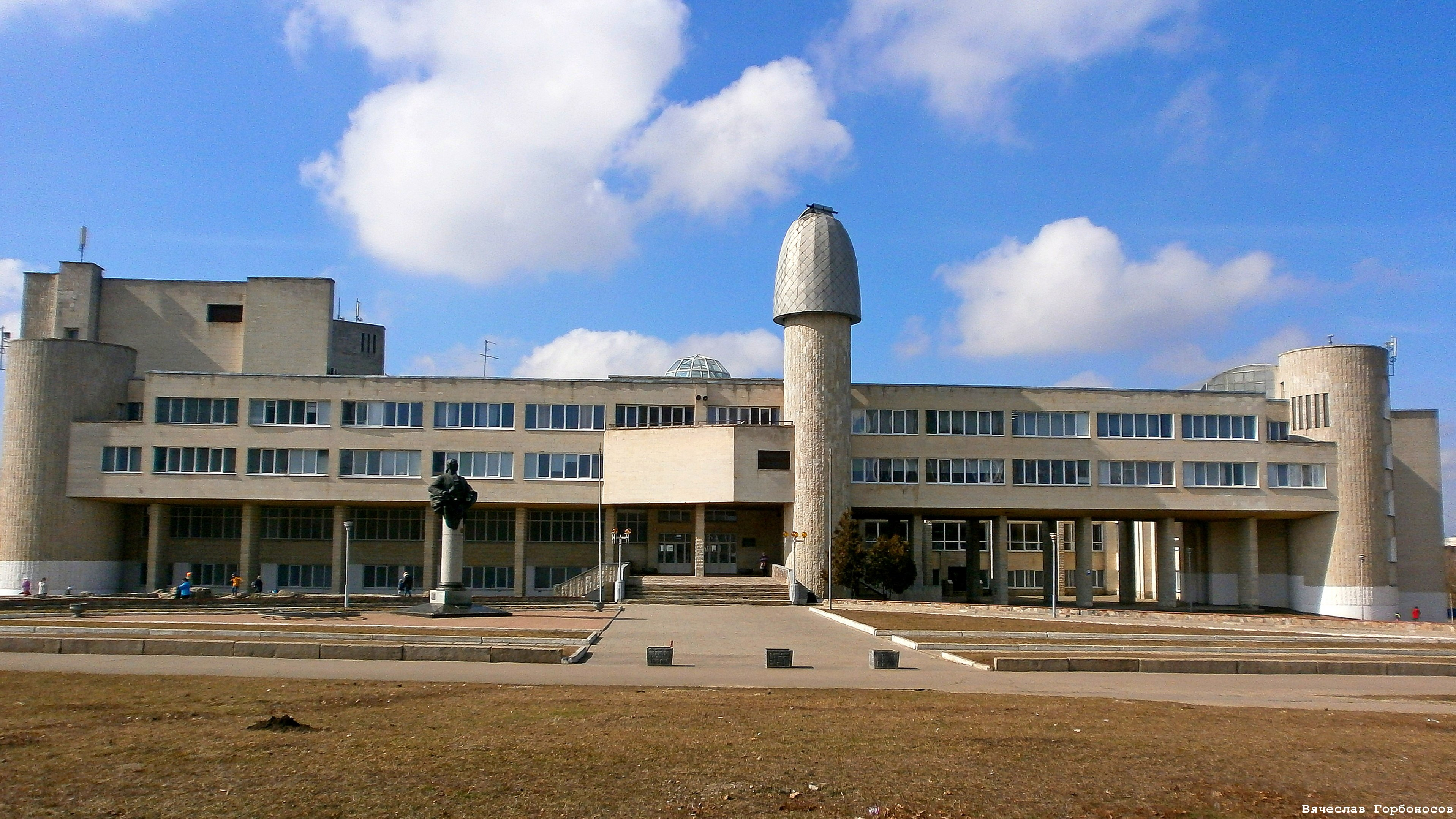

Харківський палац дитячої та юнацької творчості (ХПДЮТ, до 2005 — Харківський міський дитячий Палац культури) — будинок культури і творчості, який відкрито в 1993 році, є комплексним позашкільним навчальним закладом. Споруда знаходиться по проспекту Тракторобудівників, 55, у парку Перемоги Салтівського району м. Харків.

## Історична довідка
У 1977 році виконкомом Харківської міської ради було прийняте рішення про проектування Палацу піонерів на території колективних садів працівників ХЕМЗ по проспекту Тракторобудівників на Салтівці.
28 грудня 1984 виконком міськради рішенням № 490-2 біло виділено земельну ділянку для будівництва Палацу піонерів, його планувалося здійснити в 1985—1987 роках.
Але, насправді побудова Палацу піонерів стала довгобудом. У 1985 році були виконані роботи нульового циклу, і роботи призупинились на 5 років. Поновилась побудова палацу творчості тільки 1990 року. У 1992 році було здано першу чергу Палацу.
23 квітня 1993 року засновано Міський дитячий Палац культури і затверджено перший Статут Палацу.
27 травня 1993-го було здано в експлуатацію другу чергу будівлі.
21 серпня 1993 року Харківський міський дитячий Палац культури було офіційно відкрито.

## Творчі колективи і гуртки
Загалом в закладі діє 58 гуртків і творчих колективів.
Зразкові художні колективи
- Дизайн-студія «Палітра» (керівник Рідна О. М.).

Народні художні колективи
- Театр пісні і танцю «Забава» (художній керівник Стріян Л. В.);
- Театр естрадного танцю «Карнавал» (керівник Білецька М. В.);
- Циркова студія «Чародії» (керівник Спанциреті Р. В.);
- Дитячий театр «Каламбур» (керівник Міщенко І. Г.);
- Ансамбль акробатичного рок-н-ролу «Гранд-Віват» (керівник Акіньшина Т. В.);
- Ізостудія «Жар-птиця» (керівники: Кононенко О. Ю. та Мілованова Л.О)[2].

Навчання в Палаці відбувається в гуртках, секціях та творчих колективах за напрямками:
- художньо-естетичним:
  - Дитяча естрадна вокальна студія «ДЖ. Е. М.» (керівник Санько О. В.)
  - дитячий хор (керівник Чорна А. О.)
  - театр ляльок «Непосиди» (керівник Матвеєнко Ю. В.)
  - фольклорний гурт (керівник Андренко Г. О.)
  - клуб бального танцю «Вояж» (керівник Бобрусь К. П.)
  - гурток сучасного танцю «К. О. Рат» (керівник Ратанова О. О.)
  - ансамбль народного танцю «Квітень» (керівник Богуто Т. С.)
  - студія сучасного танцю «UNITY» (керівник Сладко І. В.)
  - гурток маршових барабанщиків та прапороносців «Мабах» (керівник Смирнов І. В.)

- науково-технічним;
  - гурток ракетомоделювання керівник Крупицький Ю. О.
  - гурток авіамоделювання (вільнолетаючі моделі) керівник Єдамов О. В.
  - гурток авіамоделювання (кордові моделі) керівник Заслужений майстер спорту Бондаренко Ю. М., Сошнін В. В.
  - гурток інформатики керівник Омелаєнко Ю. В.
  - гурток початкового технічного моделювання керівник Іванов М. А.
  - гурток астрономії керівник Денищенко С. І.
  - гурток гончарства керівник Подлипський О. В.
  - гурток картингу керівник Кравчонок О. М.

- гуманітарно-естетичним:
  - студія декоративного художнього розпису «Калейдоскоп» керівник Пєнцова Н. О.
  - студія прикладної графіки «Фантазія» керівник Бурдакова Г. В.
  - студія комплексного виховання «Малюк» (з 3-х років)
  - гурток «Кераміка» керівник Цемма О. Ю.
  - гурток «Плетіння із природних матеріалів» керівник Сорока Н. А.
  - гурток «Творча майстерня» керівник Білостоцька О. М.
  - гурток «Художній розпис тканини» керівник Бондаренко О. О.
  - гурток «Декоратор» керівник Фетісова О. А.
  - гурток «Іграшка-сувенір» керівник Каплаух І. О.
  - гурток «Англійська мова» керівник Фаустова І. Ю.
  - гурток «Англійська мова» керівник Баркова К. О.

- соціально-реабілітаційним:
  - гурток «Юні археологи» керівник Дончулеско В. В.
  - гурток «Авторська бардівська пісня» керівник Федорова І. М.
  - гурток «Географи-краєзнавці» керівник Облогіна Г. В.
  - гурток «Таємниці історії» керівник Кулеш В. Д.
  - гурток психологічного розвитку «Світ гармонії» керівник Кулеш Л. В.
  - гурток «Візаж» керівник Калюжна Г. С.
  - гурток «Мій світ» керівник Калюжна Г. С.
  - гурток розвитку тонкої моторики «Ліплення з глини „Дивосвіт“» (ліплення для малюків) керівник Кулеш Л. В.
  - гурток «Перукарське мистецтво» керівник Калюжна Г. С.
  - «Професійне самовизначення (підготовка до ДПА з математики)» керівник Дриль О. С.
  - «Професійне самовизначення (підготовка до ЗНО з історії)» керівник Кулеш В. Д.
  - гурток «Чарівна крупа» керівник Облогіна Г. В.
  - гурток «Захоплююча математика» керівник Дриль О. С.
  - гурток «Біологія від А до Я» керівник Курята В.О

- фізкультурно-спортивним:
  - секція художньої гімнастики керівник Міхно Е. Г. (з 4 років)
  - секція тхеквондо керівник Зібзібадзе Г. М. (з 4 років)
  - секція тенісу керівник Якущенко О. М. (з 6 років)
  - оздоровча гімнастика аеробіка керівник Боровська С. В.
  - секція «Гирьовий спорт» керівник Буйнов В. В.
  - секція плавання (з 6 років)

- методичним[2]:
  - бібліотека.